# Strophanthus hypoleucos
Strophanthus hypoleucos är en oleanderväxtart som beskrevs av Otto Stapf. Strophanthus hypoleucos ingår i släktet Strophanthus och familjen oleanderväxter. Inga underarter finns listade i Catalogue of Life.